# Enzo Perlot
Enzo Perlot (* 17. November 1933 in Mezzolombardo, Trentino; † 22. März 2002 in Rom) war ein italienischer Diplomat und von 1996 bis 2000 Botschafter in Deutschland.

## Leben
Perlot verlor bereits in seiner Kindheit beide Eltern. Nach seinem Hochschulabschluss in Politikwissenschaften an der Universität La Sapienza in Rom begann er 1959 die Diplomatenlaufbahn. Nach einer ersten Verwendung im Außenministerium wurde er 1961 nach Brüssel zur EWG entsandt. 1964 diente er beim Kabinettschef des damaligen Außenministers Giuseppe Saragat; als dieser Ende des Jahres zum Staatspräsidenten gewählt wurde, folgte Perlot Saragat zusammen mit dem Kabinettschef in den Quirinalspalast. Ab 1967 war Perlot am italienischen Generalkonsulat in München und ab 1969 an der italienischen Botschaft in Wien beschäftigt, bis er 1971 nach Rom zurückberufen und dem Amt des Ministerpräsidenten zugeteilt wurde. Nach einer kurzen Verwendung in der Presseabteilung des Außenministeriums war Perlot ab 1974 wieder bei der EWG in Brüssel, wo er Sprecher von Kommissionspräsident Roy Jenkins wurde. Danach leitete Perlot bis 1983 die Presseabteilung des Außenministeriums in Rom.
Von 1983 bis 1987 war Enzo Perlot italienischer Botschafter in Portugal, danach leitete er in Rom bis 1991 die politische Abteilung des Außenministeriums. Von 1991 bis 1995 war er wieder in Brüssel, erst als Ständiger Vertreter bei der NATO und dann bei der EG. Nach einem Jahr im Palazzo Chigi als diplomatischer Berater des Ministerpräsidenten wurde Perlot im September 1996 italienischer Botschafter in Bonn und ab 1999 in Berlin, das er Ende 2000 verließ. Nach seiner Pensionierung übernahm er 2001 den Vorsitz im Verwaltungsrat der Universität Trient.

## Beförderungen
Einige der nachstehenden Amtsbezeichnungen (bzw. deren Untergliederungen in Rangstufen) sind in Italien heute nicht mehr üblich.
- nach Auswahlverfahren Volontär, 31. Dezember 1959
- Legationsattaché, 31. Dezember 1960
- Dritter Legationssekretär, 2. Februar 1962
- Zweiter Legationssekretär, 12. Februar 1963
- Erster Legationssekretär, 2. Dezember 1966
- Legationsrat, 31. Dezember 1969
- Botschaftsrat, 1. Juli 1973
- Ministre plénipotentiaire zweiter Klasse, 4. September 1979
- Ministre plénipotentiaire erster Klasse, 28. Januar 1983
- Botschafter (Rang), 7. September 1988